# Максимовский (Вологодская область)
Максимовский — упразднённый хутор в Верховажском районе Вологодской области России.

## География
Урочище находится в северной части области, в подзоне средней тайги, в пределах южной части Важско-Кулойской низины, на правом берегу реки Терменьги, на расстоянии примерно 7 километров (по прямой) к юго-юго-востоку от села Верховажье, административного центра района.

### Климат
Климат характеризуется как умеренно континентальный. Среднегодовая температура воздуха — +1,8 °C. Абсолютный минимум температуры воздуха составляет −46 °C; абсолютный максимум — +37 °C. Безморозный период длится 110—115 дней. Среднегодовое количество атмосферных осадков составляет 637 мм. В течение года преобладают ветра юго-западного направления.

## История
В «Списке населенных мест Вологодской губернии по сведениям 1859 года» населённый пункт упомянут как удельная деревня Максимовское (Кузминское) Вельского уезда, расположенная в 50 верстах от уездного города. В деревне имелось 11 дворов и проживало 75 человек (33 мужчины и 42 женщины). В 1881 году входила в состав Верховской волости.
По данным 1909 года, в деревне имелось 14 хозяйств и проживало 108 человек (47 мужчин и 61 женщина).
По состоянию на 1 января 1973 года хутор в составе Терменгского сельсовета.
Исключён из учётных данных в 1980 году как прекративший существование.